# Ctenurella
 (août 2018).
Genre
Ctenurella est un genre éteint de placodermes ptyctodontides du Dévonien supérieur de l'Allemagne. 
Les premiers fossiles ont été trouvés dans la vallée de Strunde dans le Krakmulde Paffrather.
L'espèce « Ctenurella gardineri » a été attribuée à un nouveau genre Austroptyctodus par John A. Long (1997), stipulant que le genre Ctenurella n'est prouvé que dans les sites allemands. Une nouvelle description de Ctenurella gladbachensis par Long (1997) a montré que la restauration originale avait mal restitué le toit de la tête car les os centraux ne se rencontraient pas en réalité derrière la plaque nucale.
On a montré en 2008 que les ptyctodontides donnaient naissance à des jeunes vivants, avec des spécimens de femelles gravides de deux genres, Materpiscis et Austroptyctodus, tous deux de la Formation de Gogo en Australie occidentale, montrant la présence d'embryons à naître dans les poissons mères.

## Liste d'espèces
- †Ctenurella gardineri
- †Ctenurella gladbachensis - espèce type
- †Ctenurella pskovensis

## Publication originale
- (en) Tor Ørvig, « New Finds of Acanthodians, Arthrodires, Crossopterygians, Ganoids and Dipnoans in the Upper Middle Devonian Calcareous Flags (Oberer Plattenkalk) of the Bergisch Gladbach-Paffrath Trough - Part 1 », Paläontologische Zeitschrift, Heidelberg, Stuttgart et Berlin, Springer Science+Business Media et E. Schweizerbart (d), vol. 34, nos 3-4,‎ novembre 1960, p. 295-335 (ISSN 0031-0220 et 1867-6812, OCLC 263595522 et 1026972945, DOI 10.1007/BF02986872, lire en ligne).